# Wapen van Hoogland

Wapen van de voormalige gemeente Hoogland

Het wapen van Hoogland werd aangevraagd in 1816 naar aanleiding van een oproep door koning Willem I in de Staatscourant. De verlening van het wapen liet echter 125 jaar op zich wachten en het besluit kon pas op 14 mei 1941 aan de gemeenteraadsleden worden getoond. De gemeente bleef tot 1974 zelfstandig, dat jaar ging er grondgebied naar Amersfoort en naar Bunschoten.

## Geschiedenis
De gemeente Hoogland bestond vanaf de oprichting van Nederland in 1815 tot 1974. De gemeente vroeg in 1816 het gemeentelijk wapen aan. Terwijl de gemeente nog geen wapen had gekregen fuseerde deze met de voormalige gemeente Duist, omdat deze geen eigen wapen voerde was er ook geen wapen dat in een toekomstig wapen ingevoegd zou moeten worden. Toch kreeg het pas in 1941 het wapen door de Hoge Raad van Adel toegekend, waarom is niet bekend. Op 1 januari 1974 werd de gemeente opgeheven, de gemeentes Amersfoort en Bunschoten verdeelden het grondgebied. De buurtschap Zevenhuizen en omliggende landerijen werden door Bunschoten geannexeerd; het overige grondgebied ging naar Amersfoort.

## Blazoenering
De blazoenering, officiële beschrijving, van het wapen luidde als volgt:
In goud een groot uitgeschulpt Sint-Andrieskruis van sabel, in den boven- en in den benedenhoek vergezeld van eene lelie van keel en in de zijhoeken van eene vijfbladige kroon van hetzelfde. Het schild gedekt met een gouden kroon van 3 bladeren en 2 parels.
Het schild is goud van kleur met over het volle schild een zwart Sint-Andrieskruis. Het kruis is geschulpt, dat wil zeggen dat de armen van het kruis ingekerfd zijn. In de vier kwartieren die zo zijn ontstaan zijn voorwerpen geplaatst: in het bovenste en onderste kwartier elk een lelie. In het linker en rechter kwartier elk een kroon bestaande uit vijf bladeren. De lelies en kronen zijn rood van kleur. Het schild wordt gedekt door een gouden kroon van drie bladeren, met tussen de drie bladeren twee parels, dat is een gravenkroon.

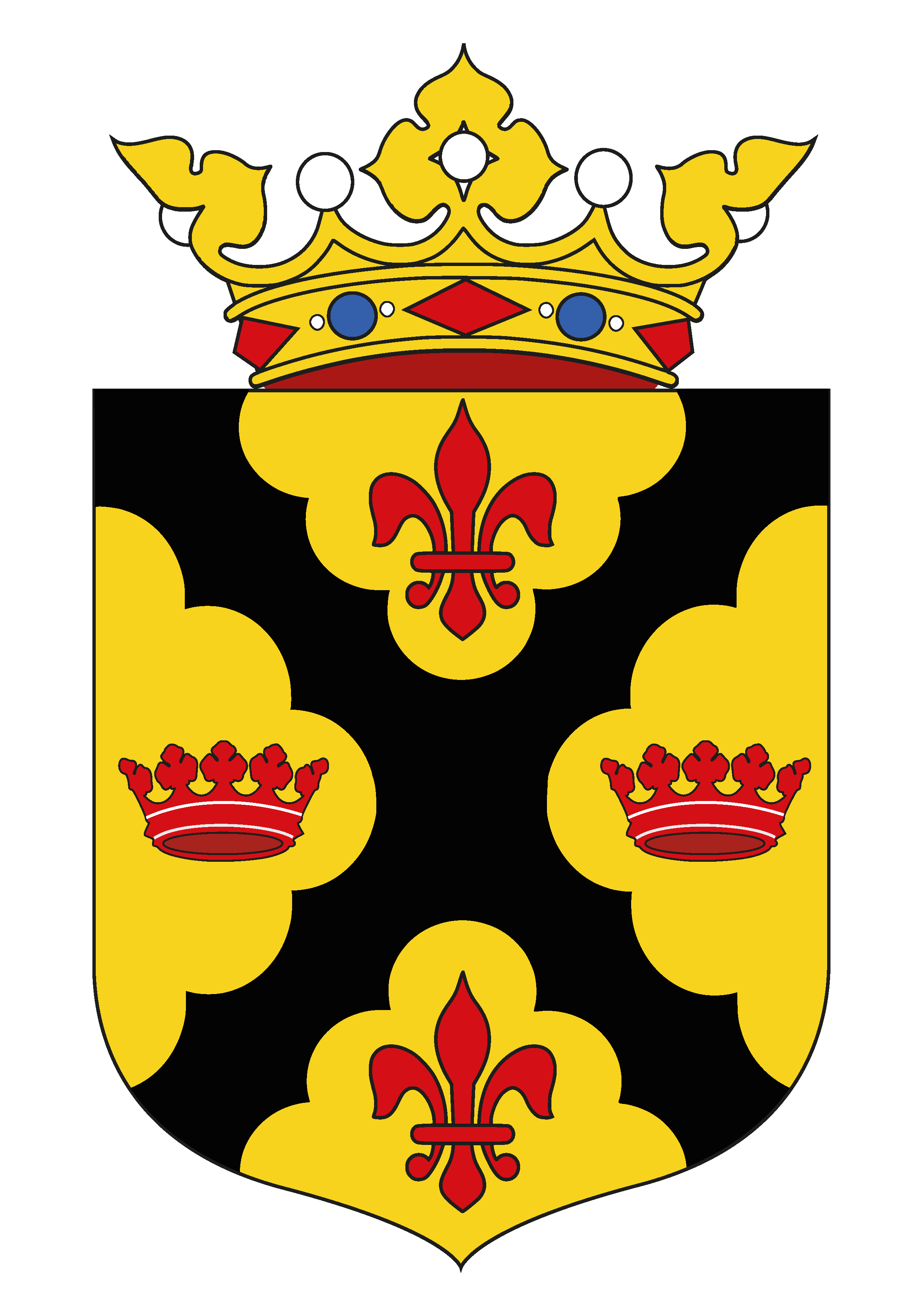
Wapen op basis van gebruik Gemeente Hoogland anno 1963

### Elementen
De elementen uit het wapen komen allemaal uit oudere familiewapens van invloedrijke families.
- Sint-Andrieskruis: dit kruis is afkomstig uit het wapen van de familie Lockhorst die ook het kasteel Lockhorst en het gerecht Coelhorst bezaten;[1]
- Lelie: de lelie, of fleur-de-lys, komt uit het wapen van het geslacht Van Amersfoort, dat geslacht had bezittingen in de gemeente;
- Kroon: de kroon werd gebruikt in het wapen van het geslacht De Conink, zij bezaten de heerlijkheid Emiclaer.

Abcoude
· Abcoude-Baambrugge
· Abcoude-Proostdij
· Achttienhoven
· Amerongen
· Benschop
· Breukelen
· Breukelen-Nijenrode
· Breukelen-Sint Pieters
· Bunnik
· Cothen
· Darthuizen
· De Vuursche
· Doorn
· Driebergen
· Driebergen-Rijsenburg
· Everdingen
· Haarzuilens
· Hagestein
· Harmelen
· Hoenkoop
· Hoogland
· Houten
· Indijk
· Jaarsveld
· Jutphaas
· Kamerik
· Kockengen
· Langbroek
· Leersum
· Linschoten
· Loenen
· Loenersloot
· Loosdrecht
· Maarn
· Maarssen
· Maarsseveen
· Maartensdijk
· Mijdrecht
· Nigtevecht
· Noord-Polsbroek
· Odijk
· Oudenrijn
· Polsbroek
· Rijsenburg
· Ruwiel
· Schalkwijk
· Snelrewaard
· Sterkenburg
· Stoutenburg
· Tienhoven
· Vianen 
· Vinkeveen
· Vinkeveen en Waverveen
· Vleuten
· Vleuten-De Meern
· Vreeland
· Vreeswijk
· Waarder
· Waverveen
· Werkhoven
· Westbroek
· Willeskop
· Willige Langerak
· Wilnis
· Zegveld
· Zuilen
· Zuid-Polsbroek